# ディアナとアクタイオン
『ディアナとアクタイオン』（伊: Diana e Atteone、英: Diana and Actaeon）は、ルネサンス期のイタリア人巨匠ティツィアーノ・ヴェチェッリオが1556年から1559年にかけて描いた絵画。

## 背景
猟師アクタイオンが女神ディアナ（アルテミス）とディアナに仕えるニンフたちの水浴を誤って目撃するというギリシア神話のエピソードを描いた作品で、ティツィアーノの最高傑作といわれることもある。右から二人目に描かれているディアナはとっさに衣で裸身を隠そうとするポーズで、偶然女神の水浴を目撃したアクタイオンは一歩身を退いているようなポーズでそれぞれ描かれている。
2008年から2009年にロンドンのナショナル・ギャラリーとエディンバラのスコットランド国立美術館がブリッジウォータ・コレクション（オルレアン・コレクション） から5,000万ポンドで共同購入した。その結果『ディアナとアクタイオン』は5年ごとにナショナル・ギャラリーとスコットランド国立美術館で交互に展示されることになっている。2011年5月1日までアメリカ合衆国のミネアポリス美術館に貸し出されていた。

## 歴史

### 2005年まで
『ディアナとアクタイオン』は、スペイン王フェリペ2世の依頼でティツィアーノがオウィディウスの『変身物語』に題材をとった、神話のエピソードを描いた「ポエジア」と呼ばれる7点の連作絵画の一つである。以降スペイン王室コレクションとなっていたが、1704年にフェリペ5世がフランス大使に贈与した。まもなくフランス王ルイ14世の甥で、後にルイ15世の摂政も務めるオルレアン公フィリップ2世の美術コレクション（オルレアン・コレクション）に最重要作品の一つとして収蔵されている。オルレアン・コレクションはフランス革命勃発後の1791年になって、その2年後に断頭台に送られることになるオルレアン公ルイ・フィリップ2世によってブリュッセルの画商に売却された。この画商はロンドンで展覧会を開催し、入手したオルレアン・コレクションの中からティツィアーノの作品を含む多くの絵画を展示した。1798年にオルレアン・コレクションの大部分を石炭王と呼ばれた第3代ブリッジウォーター公フランシス・エジャートンが購入し、そのなかには『ディアナとアクタイオン』と同じくティツィアーノによる神話連作ポエジアの『ディアナとカリスト』やヴィーナスの誕生を描いた『海から上がるヴィーナス』、プッサンの絵画8点、ラファエロの絵画3点、レンブラントの『51歳の自画像』が含まれていた。

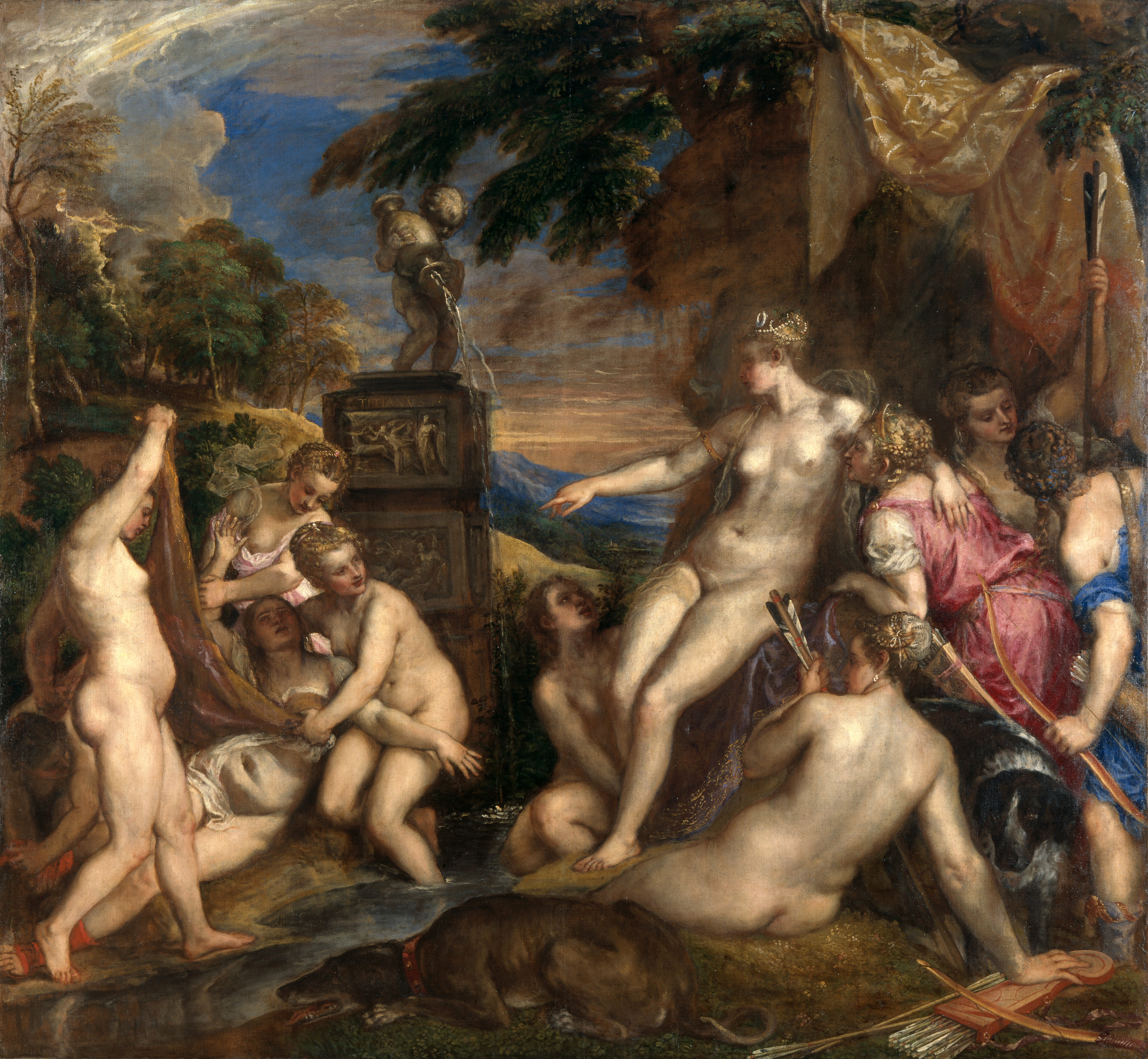
『ディアナとカリスト』,　ティツィアーノ, 1556年-1559年, スコットランド国立美術館所蔵

ブリッジウォーター公エジャートンがこれらの絵画を購入したのは、自身の甥で後に初代サザーランド公爵位を受爵するガウアー伯ジョージ・グランヴィル・レヴェソン＝ガウアーからの勧めによるものだと思われ、絵画購入5年後にエジャートンは死去するさいに、ティツィアーノの絵画を含む購入絵画をガウアーに遺贈している。ガウアーはウェストミンスターのブリッジウォーター・ハウス  で、エジャートンから遺贈された作品を含むコレクション（サザーランド・コレクション）を公開し、以来現在に至るまで一般公開されている。最初に公開されたコレクションを目にしたイギリス人随筆家、文芸批評家のウィリアム・ハズリット は「これらの絵画を目にしたときには思わずふらついてしまった。経験したことのない感覚に襲われ、まるで見知らぬ楽園と地平が目の前に広がっているようだった」としている。
第二次世界大戦が勃発した1939年9月に、コレクションはロンドンからスコットランドへと移された。その後1945年から2009年の長期にわたって、『ディアナとアクタイオン』や『ディアナとカリスト』を含む「ブリッジウォーター公からの貸与絵画」 (the Bridgewater loan) あるいは「サザーランド公からの貸与絵画」 (the Sutherland Loan) と総称される絵画群 が、エジンバラのスコットランド国立美術館で一般公開されていた。その間、イギリスを代表する風景画家ジョゼフ・マロード・ウィリアム・ターナー やルシアン・フロイドなど多くの芸術家にインスピレーションを与え続けた。フロイドは「間違いなく世界で一番美しいコレクション」と表現している。

### 2008年以降
サザーランド・コレクションは公爵家世襲財産として第7代サザーランド公フランシス・ロナルド・エジャートンに相続されたが、2008年8月末にエジャートンは資産を多様化するためとして、サザーランド・コレクションの一部の作品を売却すると発表した。そしてエジャートンはイギリス中の国立美術館に対して、市場推定価格の3分の1程度にあたる1億ポンド以上で購入するよう求め、もし国立美術館が2008年末までに1億ポンド以上での購入意思を示さなかった場合には、2009年初頭に公開オークションに出品するとした。
エジャートンの求めに応じてスコットランド国立美術館とナショナル・ギャラリーが名乗りを上げ、まず5,000万ポンドあるいはそれ以上の価格で『ディアナとアクタイオン』を3年の分割払いにて共同購入することと『ディアナとカリスト』も2013年から同様の分割払いで共同購入する予定であると発表した。
このようなコレクションを巡る一連の騒動について、エジャートンの言動に対し非難の声もあり、ロンドン芸術大学総長ナイジェル・キャリントン、元同大学会長ジョン・ツサから、奨学金を受けて芸術を勉強している学生たちへ悪影響を及ぼすと批判されたが、英国メディアからはタブロイド紙、高級紙を問わず好意的な扱いを受けた。ザ・サンは『ディアナとアクタイオン』に描かれている裸体の女性像と同じポーズをとらせたヌードモデルを絵画にコラージュし、デイリー・ミラーは『ディアナとアクタイオン』のイギリス国外流出を阻止するためのキャンペーンの一環として女優のキム・キャトラルがセミヌードになった記事を掲載した。

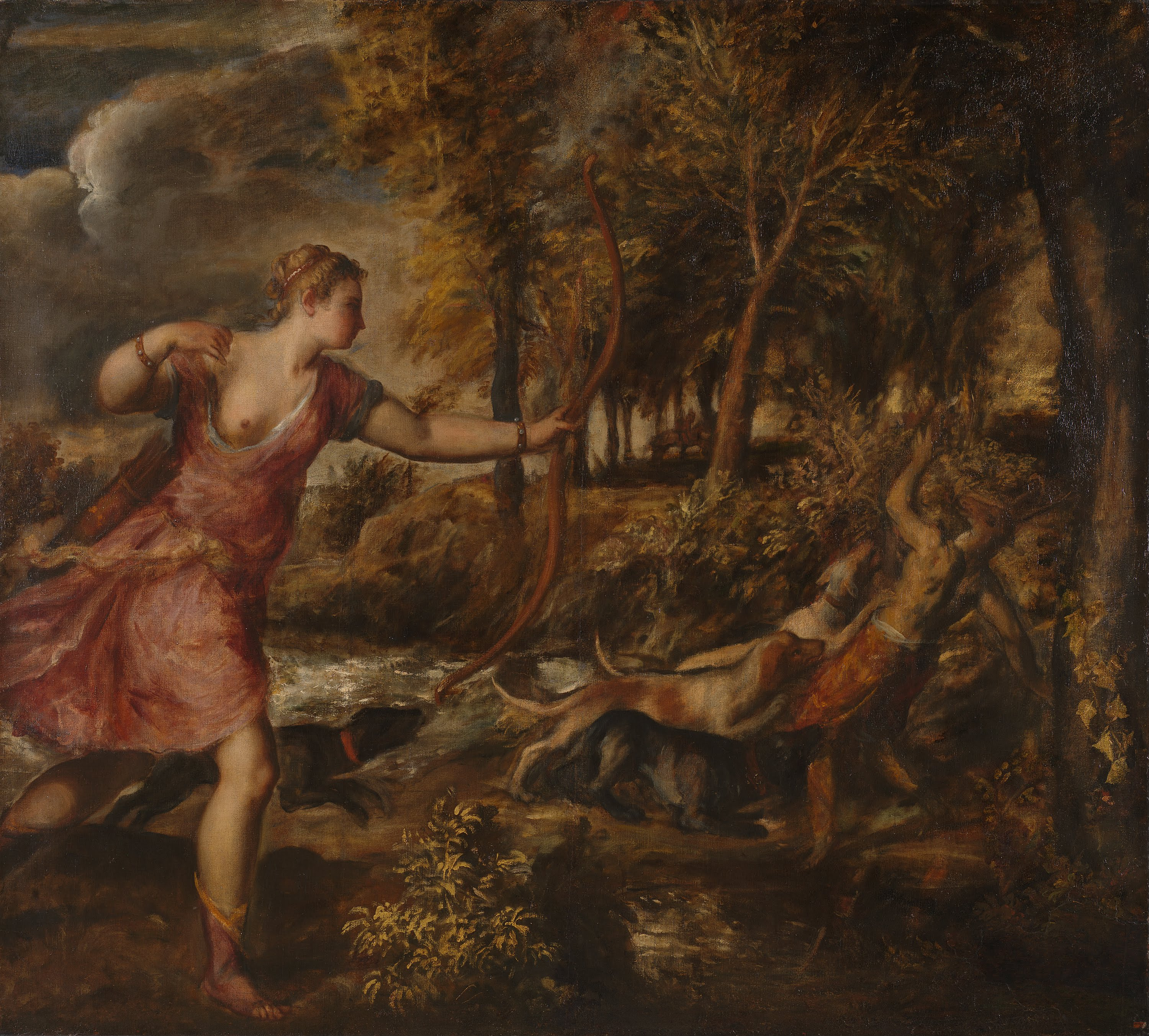
『アクタイオンの死』,　ティツィアーノ, 1559年-1575年, ナショナル・ギャラリー所蔵

2008年10月14日にアート・ファンド が100万ポンドの資金を提供すると発表し、11月19日にはイギリス政府文化・メディア・スポーツ省 管轄の文化メモリアル基金が1,000万ポンドの拠出を決定している。10月22日から12月14日にかけて ロンドンのナショナル・ギャラリーの第1展示室で、コレクション買取への世論の盛り上げと資金供出を呼びかけるべく臨時の展示会が開催された。このとき『ディアナとアクタイオン』とともに展示されたのはナショナル・ギャラリーが所蔵する、以前オルレアン・コレクションが保有していたティツィアーノの『アクタイオンの死』 (en:The Death of Actaeon) で、オウィディウス著『変身物語』のそれぞれの絵画の題材に関連する記述を17世紀イギリスの著名な詩人、文芸評論家、劇作家ジョン・ドライデンが翻訳した文章で両作品の解説がなされていた。
その後、新たな情報も進展もないままエジャートンが当初設定していた期限である2008年12月31日が過ぎると、スコットランド政府が1,700万ポンドを拠出するのではないかという憶測が流れた。この憶測は波紋を呼び、スコットランドのイアン・デービッドソン労働党議員 から世界金融危機の最中にそのような巨額の資金を出すことが適切かどうかという意見が出され、政界を巻き込む騒動に発展した。
また、もともと『ディアナとアクタイオン』と『ディアナとカリスト』はサザーランド・コレクションから21年間に及ぶ貸出契約が結ばれていたが、その契約書には分かりづらい表現でこの2点の絵を高値で買い取らなければならないとする条項が含まれていたのではないかという噂もあった。
しかしながら2009年2月2日になって、より多くの資金を集めることと『ディアナとカリスト』の購入計画を決定するために期限が延長されていたとし、『ディアナとアクタイオン』が5,000万ポンドで購入できる見通しであることが発表された。最終的に『ディアナとアクタイオン』購入のために集まった資金の内訳は、スコットランド政府から1,250万ポンド、一般大衆の寄付から740万ポンド、ロンドンの国立美術館群から1,250万ポンド、文化メモリアル基金から1,000万ポンド、モニュメント・トラストから200万ポンド、スコットランド国立美術館から460万ポンド、アートファンドから100万ポンドなどであった。
『ディアナとアクタイオン』は現在ロンドンのナショナル・ギャラリーに『アクタイオンの死』と並んで展示されている。そしてロンドンでの5年間の展示後にスコットランド国立美術館に移され、以降5年ごとにナショナル・ギャラリーとスコットランド国立美術館で交互に展示されることが決定している。
また、『ディアナとアクタイオン』は2011年2月6日から5月1日まで、200年ぶりにイギリスを離れミネアポリス美術館で特別展示されていた。